# Perepys (przystanek kolejowy)
Perepys (ukr. Перепис) – przystanek kolejowy w pobliżu miejscowości Perepys, w rejonie czernihowskim, w obwodzie czernihowskim, na Ukrainie. Położony jest na linii Bachmacz - Homel.
Ok. 100 m na południe (w stronę Bachmacza) od przystanku znajduje się posterunek odgałęźny 139 km.